# S&P 500 Banks Index
Der S&P 500 Banks Index ist ein Subindex des bekannten S&P 500. Entwickelt und berechnet wird der Index von Standard & Poor’s. Es handelt sich um einen Branchenindex für US-amerikanische Banken. Derzeit sind 22 Kreditinstitute im Index vertreten. Der Index wurde mit einem ursprünglichen Indexstand vom 10 Punkten für die Basisperiode 1941 bis 1943 entwickelt. Seinen bisherigen Höchststand erreichte der Index am 16. Februar 2008 mit einem Indexstand von 412,58 Punkten. Neben der Funktion als Branchenbarometer dient der Index vornehmlich als Basiswert für Finanzprodukte wie Zertifikate oder ETFs.

## Indexmitglieder (Stand: August 2008)
| Name                               | Gewichtung im S&P 500 Banks Index (in %) |
| ---------------------------------- | ---------------------------------------- |
| Wells Fargo                        | 30,26 %                                  |
| U.S. Bancorp                       | 16,92 %                                  |
| Wachovia Corporation               | 10,25 %                                  |
| PNC Financial Services Group       | 7,64 %                                   |
| BB&T Corporation                   | 5,07 %                                   |
| Suntrust Banks, Inc.               | 4,66 %                                   |
| Hudson City Bancorporation, Inc.   | 2,99 %                                   |
| Fifth Third Bancorp                | 2,67 %                                   |
| Fannie Mae                         | 2,59 %                                   |
| Washington Mutual, Inc.            | 2,08 %                                   |
| Regions Financial Corp.            | 1,95 %                                   |
| M&T Bank Corp.                     | 1,77 %                                   |
| KeyCorp                            | 1,75 %                                   |
| Sovereign Bancorp, Inc.            | 1,55 %                                   |
| Comerica, Inc.                     | 1,4 %                                    |
| Marshall & Ilsley Corp.            | 1,26 %                                   |
| National City Corp.                | 1,22 %                                   |
| Freddie Mac                        | 1,16 %                                   |
| Zions Bancorporation               | 0,93 %                                   |
| Huntington Bancshares, Inc.        | 0,90 %                                   |
| First Horizon National Corporation | 0,65 %                                   |
| MGIC Investment Corporation        | 0,33 %                                   |